# BB 88500
,,,
Les BB 88500 constituaient une petite série de locomotives électriques de la SNCF.

## Historique et caractéristiques
Au milieu des années 1990, le parc des machines de manœuvres pour les rames voyageurs montre un état plus que défraichi : en effet les "remontes" sont effectuées par des antiques BB Midi (300, 4200/4730) qui ont pour certaines plus de 50 ans de service.
Dans un premier temps, la SNCF étudie la transformation de BB 8100 en BB 80000 : il s'agit d'une rénovation et d'une modification en profondeur de l'engin. Ainsi 12 locomotives sont modifiées entre 1995 et 1997, et remplaceront les BB Midi d'Austerlitz. Cependant, cette opération est longue et surtout relativement couteuse. Or il devenait urgent d'éliminer les BB Midi des autres gares (Paris-Lyon, Lyon...). À cette même époque, de nombreuses BB 8500 sont sous-utilisées, en particulier les petits numéros qui développent une puissance environ 300 kW inférieure au reste de la série et qui sont rejetées par le personnel de conduite à cause de leur inconfort. La SNCF décide donc en 1997 de transformer 31 d'entre elles en locomotives de remonte.
À l'inverse des BB 80000, la transformation est rapide et économique : pas de révision générale et un simple blocage du réducteur en position M qui limite la vitesse à 100 km/h.
Les BB 88500 sont immédiatement affectées à Villeneuve, Vénissieux et Toulouse pour éradiquer les dernières BB 300/4200 en service. Les BB 88500 restent couplables entre elles ou avec une BB 8500, situation qui est arrivée parfois en tête de trains de fret durant leurs premières années de service.
Dix d'entre elles ont subi une nouvelle transformation, en 2000 et 2001, devenant des BB 8700.
Fin 2007, quelques BB 8500 et BB 25500 ont été libérées de leurs missions par la livraison de matériel neuf (BB 27000, BB 27300, ZGC...). La SNCF a décidé de remplacer par anticipation les 88500 de Venissieux et Toulouse par ces engins moteurs. De plus, toute la série a été regroupée à Villeneuve St Georges et les unités les plus en mauvais état ont été réformées. Elles sont progressivement remplacées à leur tour par des BB 8500 grandes cabines .
Les BB 88500 restantes continuent d'assurer les remontes entre Paris et Villeneuve St Georges, dans un roulement banalisé avec les BB 8500 grandes cabines. Elles effectuent aussi les manœuvres entre Paris Austerlitz et Paris Massena/Tolbiac. Leur roulement comprend également un train de voitures voyageurs à emmener à Juvisy, le retour pour Paris étant haut-le-pied. C’est le seul train où elles sont autorisées à rouler à 100 km/h, soit la vitesse maximale permise (contre 70 km/h pour le reste du temps). Les grandes périodes d’activité se situent le matin et reprennent en fin d’après-midi et en soirée. Chaque départ et chaque arrivée d’une rame coïncident avec la présence d’une BB 88500. De plus, deux machines étaient régulièrement détachées à Lourdes, afin d'assurer la manœuvre des trains de pèlerins dans cette gare. 
La chute du trafic Fret au début des années 2010 va sonner le glas de la série, de nombreuses BB 7200 et BB 22200 se retrouvant sans utilisation. Ainsi la SNCF décide à partir de 2011 de remplacer progressivement les dernières BB 88500 par des BB 7200. 
En juillet 2013, les dernières 88500 sont retirées des remontes de Paris-Lyon et Paris-Austerlitz et radiées dans la foulée. Seules les deux machines détachées à Lourdes à ce moment-là (BB 88508 et 88534) y échappent temporairement et sont mutées à la STF Midi-Pyrénées (dépôt de Toulouse). Elles seront finalement radiées en février 2014.

## Dépôts titulaires
- Chambéry : transformées en BB 8700
- Villeneuve St Georges : jusqu'en 2013
- STF Midi-Py. : jusqu'en 2014
- Vénissieux : jusqu'en 2007
- Toulouse : jusqu'en 2004

## Préservation
- BB 88511 : précédemment garée dans la réserve de la Cité du train - Patrimoine SNCF de Mohon, puis confiée sous convention par la SNCF à L’ Association Ferroviaire de Conservation de Locomotives (AFCL) de Laroche - Migennes en 2024.